# João António Jacques de Magalhães

Visconde

João António Jacques de Magalhães (5 de Novembro de 1765 — 2 de Novembro de 1822) foi um nobre português dos finais do século XVIII e inícios de século XIX.

## Biografia
João António Jacques de Magalhães foi um nobre português que viveu nos reinados de D. José, D. Maria I e nos primeiros anos do reinado de D. João VI, assistindo à conturbada época das invasões francesas e à fuga da família real para o Brasil.
Foi fidalgo da casa real, 5.º alcaide mor de Castelo Rodrigo, 9.º senhor do morgado da Bordeira, em Lagos, comendador da ordem de Cristo e das ordenanças da corte.
Pela morte do pai, António Jacques de Magalhães, a 16 de Abril de 1776, passou a usar o título de visconde de Fonte Arcada.
No dia 15 de Agosto de 1792 realizou-se o seu casamento na Ajuda, Lisboa, com D. Maria Bárbara da Câmara, filha de D. Pedro Figueiredo da Câmara, camarista, e de D. Mariana de Meneses, dama do Paço, sendo aquele neto paterno de D. Vasco da Câmara, alcaide mor de Belmonte.
João António Jacques de Magalhães faleceu no dia 2 de Novembro de 1822, deixando descendência.

## Genealogia
Nascido em 1765, João António Jacques de Magalhães foi o único filho de António Jacques de Magalhães, que foi senhor da casa dos Jacques de Magalhães e fez carreira militar em várias praças do reino, e de sua esposa D. Antónia Mariana de Noronha, filha de D. José de Noronha, fidalgo da casa real e de D. Mariana Isabel Soares Ribeiro. Descendia da linhagem dos Jacques de Magalhães, que remonta ao século XIV, a Gillen Jacques, fidalgo aragonês que entrou em Portugal e recebeu mercês de D. Afonso V, no Algarve. Desta linhagem fizeram parte algumas figuras destacadas da nobreza portuguesa, tais como Pedro Jacques que foi fidalgo da casa real, do conselho de D. Afonso V, a quem serviu na batalha de Toro e de quem recebeu por mercê as comendas de Bouças e do paúl da Bordeira com que instituiu morgado, e Henrique Jacques, também fidalgo da casa real, alferes mor da ordem de Cristo e capitão-mor da armada no Algarve. À mesma linhagem pertenceram ainda o seu trisavô, Pedro Jacques de Magalhães, célebre militar português na guerra da Restauração, o seu bisavô, Henrique Jacques de Magalhães, que seguiu as pisadas daquele e veio a ser capitão general e governador de Angola e o seu avô, João Jacques de Magalhães, que foi também grande militar no reino e no ultramar.
Pelo lado deste seu avô paterno descendia ainda de outra família de origem castelhana que surgiu em Portugal no século XIII, a dos senhores de Tovar, que foram também senhores de Cevico e Boca de Huérgano, em Leão e Castela, na qual se destacou Sancho de Tovar que foi copeiro mor de D. Sebastião, e, através de sua trisavó Lourença Henriques, que era filha de Lobo Brandão, que foi senhor do morgado de Alvito, descendia da família dos Guerra Lobo que foram fidalgos da casa real, e, através de sua bisavó paterna, Luísa Freire de Andrade, descendia dos Freires de Andrade que foram também fidalgos da casa real e cuja linhagem remonta a Fernão Peres de Andrada que viveu nos finais do século XIV.
Do lado de sua avó paterna, Maria Inácia de Meneses, descendia dos alcaides mores de Sintra e senhores de Alconchel e Fermoselle.
Pelo lado do seu avô materno descendia dos condes dos Arcos, cujo pai, D. Tomás de Noronha, foi o 5.º deste título.
Pela parte da sua avó materna, Mariana Isabel das Montanhas Ribeiro Soares de Castilho, descendia dos senhores do morgado dos Apréstimos, e seu bisavô materno além de 3.º senhor deste morgado foi ainda governador da ilha da Madeira.
Do seu casamento com D. Maria Bárbara da Câmara teve dois filhos: António Francisco Jacques de Magalhães que veio a ser o derradeiro visconde de Fonte Arcada e veio a casar com Maria Isabel Raposo d'Álte Espargosa; Maria Antónia Joana da Câmara Meneses, que viria a casar-se com João Lobo Brandão de Almeida, 1.º conde e 1.º visconde de Alhandra.